# Ivan Štraus
Ivan Štraus  (Kremna, 24. srpnja 1928. – Sarajevo, 24. kolovoza 2018.) bio je bosanskohercegovački arhitekt slovenskog porijekla.

## Biografija
Odrastao je u Banja Luci. Studij arhitekture započeo je u Zagrebu 1947. godine, a diplomirao je 1958. godine na Tehničkom fakultetu u Sarajevu. Već od 1952. godine počinje se baviti arhitektnoskom djelatnošću sudjelovavši u arhitektonskim natječajima. Od tada je osvojio oko 30 vodećih nagrada za arhitekturu, a pobijedio je na mnogim državnim i međunarodnim natječajima. 
- 1984. – Prijem u Akademiju nauka i umjetnosti Bosne i Hercegovine[1]
- 2012. – Prijem u Srpsku Akademiju nauka i umjetnosti[2]
- 2013. – Vlada Srbije je proglasila Muzej vazduhoplovstva za spomenik kulture[3]

O Štrausu su pisali:
"Ivan Štraus je kompletna arhitektonska i umjetnička ličnost. On je na prvom mjestu čovjek ideja i kreator prostora, ali on je i arhitekt-graditelj i arhitekt-publicist... Objekti koje je Ivan Štraus projektovao u posljednje vrijeme, u godinama zrele arhitektonske aktivnosti, predstavljaju malu antologiju specifičnih formi – čistih u svojoj geometriji, snažnih u svojim proporcijama, razigranih, ali discipliniranih u svojim ritmičkim kompozicijama i vrlo često smjelih u konstruktivnih rješenjima. Upravo u periodu njegove zrelosti kao umjetnika, forme njegovih objekata su sve smjelije, perfekcija detalja sve naglašenija, likovni vokabular kojim oblikuje svoj svijet arhitekture sve bogatiji." – Akademik Husref Redžić, Sarajevo (iz prijedloga kandidature za izbor Ivana Štrausa u Akademiju nauka BiH 1984)
"Nikada opterećen sporednim efektom, svaki arhitektonski zadatak rješava isključivo na razini intelektualnig i spoznajnog pristupa. Zato se Štrausova arhitektura ne moze voljeti ili ne voljeti, sviđati ili ne sviđati; nju spoznajmo, doživljavamo i tumačimo u svom bogatstvu misaonog izraza. Upravo po tome, Štraus je danas jedan od najistaknutijih predstavnika savremene jugoslavenske arhitekture, a njegovo dosadašnje djelo pouzdano je značajan doprinos savremenoj arhitekturi uopšte." – Profesor Nedžad Kurto, arhitekt, za "Odjek" broj 23, Sarajevo 1986.

## Realizirani projekti
Od realiziranih projekata ističu se:
- Zgrada Elektroprivrede BH – 1978. – Zgrada je teško oštećena tijekom opsade i bombardiranja Sarajeva 1995., a potpuno je redizajnirana i rekonstruirana 2001.
- Hotel Holliday Inn u Sarajevu – 1983.
- UNITIC poslovno upravne zgrade (prvotno UNIS) u Sarajevu – 1986.
- Muzej Vojnog Vazduhoplovstva u Beogradu – ideja 1969, završetak gradnje 1990.
- Press centar na Bjelašnici (u potpunosti srušen tokom rata) – 1983.
- Stambeni kompleksi Naselje Sunca, Naselje Radojke Lakić, Shopping Centar, itd.

Istaknuo se kao projektant značajnih sakralnih objekata:
- Džamija u Oranu – međunarodni natječaj 1988.
- Župna crkva u Zoviku pored Brčkog – 1987.
- Župna crkva u Brčkom
- Crkva u Dubravama
- Crkva u Petrićevcu
- Crkva na Dobrinji, Sarajevo – 1999.

O Štrausovoj sakralnoj arhitekturi, arhitekt Mihajlo Mitrović piše: "Ceo ovaj ciklus neponavljanih i originalnih likovnih sklopova ima savršeno prepoznatljiv zajednički imenitelj: potpunu bezornamentalnost, majstorski oblikovanu lapidarnost formi, i suverenu prisutnost primarnih konstrukcija, koje tvore podlogu najneobičnijim kutcima, dozirane sakralne tajanstvenosti. Štrausovi zvonici su posebna storija, čista euklidovska planimetrija, a interpretacija krsta, lucidan izazov najstarijem i najjednostavnijem hrisćanskom simbolu. Elem, Štrausov ciklus sakralne arhitekture zaodenut je neobičnom lepotom. Svaka lepota je događaj, a najtrajniji je onaj ugrađen u neimarskom slogu."

## Nagrade na arhitektonskim natječajima

### Nagrade na jugoslovenskom / bosanskohercegovačkom prostoru
- Dom štampe i gradski hotel, Sarajevo / BiH (koautor Zdravko Kovačević) – 1962., prva nagrada.
- Muzej avijacije, Beograd – 1969. prva nagrada
- Biblioteka i dječje pozorište, Banja Luka / BiH – 1974., prva nagrada
- Dom Armije, Derventa / BiH – 1977., prva nagrada
- Hotel Onogošt, Nikšić / Crna Gora (koautor Tihomir Štraus) – 1982., prva nagrada
- Župna crkva u Dubravama, Tuzla – 2000., prva nagrada
- Župna crkva u Podmilačju, Jajce / BiH – 2000., prva nagrada

### Nagrade na internacionalnim arhitektonskim natječajima
- Glavna pošta, Ministarstvo PTT i Ured telekomunikacija u Addis Abebi / Etiopija – 1964. (s Zdravkom Kovačevićem) – prva nagrada
- Opera u Sofiji / Bugarska – 1973 (s Halidom Muhasilovićem) – prva nagrada
- Velika džamija, Oran / Alžir (s Halidom Muhasilovićem) – 1985. –  prva nagrada

## Izložbe
Izlagao je na domaćoj i na međunarodnoj sceni. 

1973. i 1974. – samostalne izložbe arhitekture u Sarajevu, Beogradu i Zagrebu

1986. i 1987. – retrospektivna izložba arhitekture u Sarajevu, Skopju, Beogradu, Ljubljani i Novom Sadu.

Kolektivne izložbe u New Yorku u okviru izložbe "Yugoslav Arhictecture 1977 – 1984". u Sarajevu, Zagrebu, Budimpešti i Mariboru u okviru izložbe "Arhitekti-akademici Bosne i Hercegovine".

## Knjige
- Nova bosanskohercegovačka arhitektura – 1977.
- 15 godina bosanskohercegovačke arhitekture – 1987.
- Arhitektura XX vijeka u ediciji "Umjetnost na tlu Jugoslavije" – 1987, s grupom autora
- Arhitektura Jugoslavije – 1991.
- Sarajevo – l'architecte et les barbares" – Paris, 1994.
- Arhitekt i barbari – 1995.
- Arhitektura Bosne i Hercegovine od 1945. do 1995. – 1998.
- Arhitektura Jugoslavije – prošireno i dopunjeno izdanje – 2013.

## Nagrade
- 1965. – Šestotravanjska nagrada Grada Sarajeva;
- 1973. – Republička nagrada "Borbe" za najuspješnije arhitektonsko ostvarenje u Bosni i Hercegovini u 1972. godini, za Naselje sunca u Sarajevu
- 1978. – 27-julska nagrada za arhitektonski opus
- 1990. – Savezna nagrada "Borbe" za izgrađeni Muzej avijacije u Beogradu

## Vanjske poveznice
- http://www.sarajevogreendesign.com/sgd2011/biographies/ivan_straus.html (en)
- http://anubih.ba/index.php?option=com_content&view=article&id=172%3Aivan-traus&catid=27%3Anew-to-joomla&Itemid=54&lang=ba